# Riverton (Nebraska)
Riverton es una villa ubicada en el condado de Franklin al sur del estado estadounidense de Nebraska, muy cerca de la frontera con Kansas. En el Censo de 2010 tenía una población de 89 habitantes y una densidad poblacional de 87,44 personas por km².

## Geografía
Riverton se encuentra ubicada en las coordenadas 40°5′23″N 98°45′35″O / 40.08972, -98.75972. Según la Oficina del Censo de los Estados Unidos, Riverton tiene una superficie total de 1.02 km², de la cual 1.02 km² corresponden a tierra firme y (0%) 0 km² es agua.

## Demografía
Según el censo de 2010, había 89 personas residiendo en Riverton. La densidad de población era de 87,44 hab./km². De los 89 habitantes, Riverton estaba compuesto por el 96.63% blancos, el 0% eran afroamericanos, el 0% eran amerindios, el 0% eran asiáticos, el 0% eran isleños del Pacífico, el 0% eran de otras razas y el 3.37% pertenecían a dos o más razas. Del total de la población el 0% eran hispanos o latinos de cualquier raza.